# Чемпионат Сербии и Черногории по волейболу среди женщин
Чемпионат Сербии и Черногории по волейболу среди женщин — ежегодное соревнование женских волейбольных команд Сербии и Черногории. Проводился в сезонах 2003/04—2005/06, а также в 1992—2003 как чемпионат Союзной Республики Югославия. 
Организатором чемпионатов являлся Волейбольный союз Югославии, переименованный в 2003 в Волейбольный союз Сербии и Черногории. После выхода в течение 1991—1992 годов из состава Югославии Хорватии, Словении, Македонии и Боснии и Герцеговины (см. Распад Югославии) в составе Волейбольного союза Югославии остались только волейбольные организации Сербии и Черногории. Турнир под названием чемпионат Югославии (по сути являвшийся чемпионатом Сербии и Черногории) продолжал проводиться вплоть до преобразования в 2003 году Союзной Республики Югославия в Государственный Союз Сербии и Черногории. 
После распада в июне 2006 года Государственного Союза Сербии и Черногории и провозглашения независимости входящих в его состав двух государств были образованы независимые Волейбольный союз Сербии и Волейбольный союз Черногории, проводящие с сезона 2006/07 свои национальные волейбольные чемпионаты.

## Призёры

### Чемпионат Союзной Республики Югославия
| Сезон     | 1-е место               | 2-е место               | 3-е место            |
| --------- | ----------------------- | ----------------------- | -------------------- |
| 1991/92   | «Црвена Звезда» Белград | ?                       | ?                    |
| 1992/93   | «Црвена Звезда» Белград | ?                       | ?                    |
| 1993/94   | «Единство» Ужице        | «Црвена Звезда» Белград | ?                    |
| 1994/95   | «Единство» Ужице        | «Вршац»                 | «Поштар-064» Белград |
| 1995/96   | «Единство» Ужице        | «Поштар-064» Белград    | «Поштар» Зренянин    |
| 1996/97   | «Единство» Ужице        | «Спартак» Суботица      | «Поштар-064» Белград |
| 1997/98   | «Единство» Ужице        | «Црвена Звезда» Белград | «Поштар-064» Белград |
| 1998/99   | «Единство» Ужице        | «Лука Бар» Бар          | «Поштар-064» Белград |
| 1999/2000 | «Единство» Ужице        | «Црвена Звезда» Белград | «Поштар-064» Белград |
| 2000/01   | «Единство» Ужице        | ?                       | ?                    |
| 2001/02   | «Црвена Звезда» Белград | «Единство» Ужице        | ?                    |
| 2002/03   | «Црвена Звезда» Белград | «Единство» Ужице        | «Поштар-064» Белград |

### Чемпионат Сербии и Черногории
| Сезон   | 1-е место               | 2-е место               | 3-е место               |
| ------- | ----------------------- | ----------------------- | ----------------------- |
| 2003/04 | «Црвена Звезда» Белград | «Единство» Ужице        | «Лука Бар» Бар          |
| 2004/05 | «Единство» Ужице        | «Црвена Звезда» Белград | «Спартак» Суботица      |
| 2005/06 | «Поштар-064» Белград    | «Единство» Ужице        | «Црвена Звезда» Белград |

## Титулы
| Клуб                    | Победы |
| ----------------------- | ------ |
| «Единство» Ужице        | 9      |
| «Црвена Звезда» Белград | 5      |
| «Поштар»-064 Белград    | 1      |